# Austin Guerrero
Austin Guerrero (Chula Vista, California, Estados Unidos, 24 de marzo de 1989) es un futbolista estadounidense de padre mexicano. Juega como portero y su equipo actual es el San Diego Loyal de laUSL Championship.

## Clubes
| Club              | País           | Año           |
| ----------------- | -------------- | ------------- |
| Portland Pilots   | Estados Unidos | 2007 - 2009   |
| Portland Timbers  | Estados Unidos | 2010 - 2011   |
| Tigres            | México         | 2012          |
| Chicago Fire      | Estados Unidos | 2012-2013     |
| Altamira FC       | México         | 2014-2015     |
| Puebla FC         | México         | 2015-2016     |
| Alianza FC        | Panamá         | 2017          |
| North Carolina FC | Estados Unidos | 2018          |
| Reno 1868 FC      | Estados Unidos | 2019          |
| San Diego Loyal   | Estados Unidos | 2020-presente |

## Selección nacional
Ha tenido participación con la selección de Estados Unidos en la categoría Sub-20.